# Neumarkt-Sankt Veit
Neumarkt-Sankt Veit è un comune tedesco di 6 193 abitanti, situato nel land della Baviera.